# Gare d’Albertville
Gare d’Albertville – stacja kolejowa w Albertville, w departamencie Sabaudia, w regionie Owernia-Rodan-Alpy, we Francji.
Została uruchomiona 27 października 1879, razem z pierwszym etapem linii z Saint-Pierre-d’Albigny. Stacja została zmodernizowana z okazji Zimowych Igrzysk Olimpijskich w Albertville w 1992 roku.
Stacja jest obsługiwana przez pociągi TER Rhône-Alpes, TGV (także Thalys) i pociągi Corail Lunéa.